# ジェゴタ

国内軍 (:pl:Arimia Krajowa, 略称AK) とポーランド秘密国家 (:pl:Polskie Państwo Podziemne) の旗。非公式。ポーランド国旗に:en:Kotwica (ポーランド語で「錨」の意味) のシンボルを中央に配したもの。

ジェゴタ (ポーランド語: Żegota) とは「ユダヤ人救済委員会 (pl:Rada Pomocy Żydom)」の暗号名で、これは1942年から1945年の期間にナチス・ドイツに占領下のポーランドでユダヤ人救済のために活動した地下組織をさす。この組織はロンドンのポーランド亡命政府 (pl:Polski Rząd na Uchodźstwie) の、より正確にはナチス・ドイツ占領下のポーランド内に存在した「母国政府代表部 (pl:Delegatura Rządu na Kraj)」(実質的なポーランド政府副首相の事務局) の司令の下で行動した。
ジェゴタは1942年12月に創設された。それより前にもユダヤ人援助のための委員会である「ユダヤ人救済臨時委員会 (Tymczasowy Komitet Pomocy Zydom)」が1942年9月にゾフィア・コサック=シュチュツカ (pl:Zofia Kossak-Szczucka) とヴァンダ・クラヘルスカ=フィリポヴィチ (pl:Wanda Krahelska-Filipowicz) によって組織されていたが、ジェゴタはその業務を引き継いだ。他に有名なメンバーとしては、のち1995年にポーランド外相となったヴワディスワフ・バルトシェフスキ (Władysław Bartoszewski) がいる。カトリック民主主義者によって組織された「ユダヤ人救済臨時委員会」はごく短期間活動しており、180人のユダヤ人を保護していた。
ナチス・ドイツの占領当局は、ユダヤ人をかくまう事を死刑に値する犯罪と規定した。死刑はユダヤ人をかくまう活動をした本人だけでなく、その一家全員が対象となった。したがって、ユダヤ人の容貌を持つ人をかくまう場所を確保することは非常に難しかった。ジェゴタは常にユダヤ人をかくまうのに適切な場所を捜し出していた。ジェゴタが救済活動をした規模は明らかになっていないが、かなり大規模であったことは確かである。
子供たちは里親家族、孤児院、あるいは修道院によって管理されていたそれと似たような組織に保護されていた。ジェゴタは里親家族に子供たちを親類だと言うように指示し、養育のための資金援助をした。ジェゴタの児童関係部門はイレーナ・センドラー (Irena Sendlerowa) によって率いられ、ワルシャワだけで2,500人ものユダヤ人児童をワルシャワ・ゲットーから救い出し、保護していた。かくまっているユダヤ人に対する医療ケアも行われていた。ジェゴタはゲットーや強制収容所の多くと密接に連絡を取り合っていた。また、ジェゴタはロンドンの「ポーランド亡命政府」と国内の「母国政府代表部」を通じてポーランド人に対し、迫害されているユダヤ人を助けるよう呼びかけた。
ジェゴタは、戦争の期間に広範な政治活動によってユダヤ人と非ユダヤ人が手を携えて運営し、何人ものメンバーが逮捕されたにもかかわらず長期間行動して様々な方法で多数のユダヤ人へ援助の手を差し伸べた唯一の地下組織であった。
ジェゴタのメンバーに対しては1963年にイスラエルで記念式典が行われ、ホロコースト記念館であるヤド・ヴァシェム (en:Yad Vashem) にある「正義の人々の並木道」に記念植樹が行われた。ヴワディスワフ・バルトシェフスキはこの式典に参加している。

## 関連書籍
- Gunnar S. Paulsson, Secret City: The Hidden Jews of Warsaw, 1940-1945, Yale University Press, 2002, ISBN 0300095465.
- Tomaszewski, Irene & Werblowski, Tecia, Zegota: The Council to Aid Jews in Occupied Poland 1942-1945, Price-Patterson, 1994, ISBN 1896881157.
- 『私はホロコーストを見た　黙殺された世紀の証言　1939-43（上・下）』ヤン・カルスキ(en:Jan Karski)著、吉田恒雄訳、白水社、2012年9月（ISBN 978-4-560-08234-8 ISBN 978-4-560-08235-5）
- 『ショアーの歴史　ユダヤ民族排斥の計画と実行』ジョルジュ・ベンスサン著、白水社（文庫クセジュ）、2013年8月（ISBN 978-4-560-50982-1）